# نشنال جئوگرافیک فارسی
نشنال جئوگرافیک فارسی (به انگلیسی: National Geographic Farsi) یک شبکهٔ مستند رایگان بود که در ابتدا در ۱۵ اکتبر ۲۰۱۱ راه اندازی شد و در ۱ سپتامبر ۲۰۱۷ مجدداً راه‌اندازی شد. این نسخه رسمی فارسی کانال نشنال جئوگرافیک است. برنامه‌های این شبکه سریال‌های مستند و غیرداستانی بود. همه برنامه‌های اصلی نشنال جئوگرافیک با زیرنویس فارسی پخش می‌شد. این شبکه برای مخاطبان فارسی زبان در ایران، افغانستان و تاجیکستان پخش می‌شد اما مقر این کانال در دبی بود.
پخش ماهواره‌ای این شبکه تلویزیونی از اول ماه مه ۲۰۱۳ به دلیل اعلام نشده‌ای متوقف شد. این موضوع در صفحه فیسبوک این شبکه به اطلاع عموم رسیده بود.
از ابتدای سپتامبر ۲۰۱۷/دهم شهریور ۱۳۹۶، این شبکه از ساعت ۸ شب به وقت ایران پخش برنامه‌های خود را مجدد آغاز کرد و با شروع سال میلادی ۲۰۲۰/یازدهم دی ۱۳۹۸، برای بار دوم از ماهواره یوتلست ۷ قطع و تعطیل شد.

## تعطیلی مجدد
این کانال ابتدا در تاریخ ۱ مه ۲۰۱۳ تعطیل شد، سپس پس از راه اندازی مجدد ۲۸ اوت ۲۰۱۷، مجدداً در اول ژانویه سال ۲۰۲۰ با یک اطلاعیه کوتاه به زبان فارسی دوباره خاموش گردید.

متن فارسی که فیسبوک، تلگرام و اینستاگرام بارگذاری شد به شرح زیر است:
پخش تلویزیونی نشنال جئوگرافیک فارسی از ابتدای سال میلادی متوقف خواهد شد، از اینکه در طول این مدت ما را همراهی کردید کمال تشکر را داریم و امیدواریم که همچنان از طریق شبکه‌های اجتماعی و ارتباطی دیگر همراه ما باشید.